# Шрётелер, Генрих
Генрих Шрётелер (нем. Heinrich Schroeteler; 10 декабря 1915, Эссен-Катернберг — 19 января 2000, Бохум) — немецкий офицер-подводник, капитан-лейтенант (1 апреля 1943 года).

## Биография
10 сентября 1936 года поступил на флот кадетом. 1 октября 1938 года произведен в лейтенанты. Служил на тральщиках и торпедных катерах.

## Вторая мировая война
В сентябре 1941 года переведен в подводный флот. В качестве инструктора совершил поход на подлодке U-96.
С 21 октября 1942 года командовал подлодкой U-667, на которой совершил 3 похода (проведя в море в общей сложности 142 суток), в основном в Северную Атлантику.
В мае 1944 года переведен в штаб командующего подводным флотом, где с июля 1944 года занимался планированием операций против конвоев союзников. С января 1945 года офицер по боевой подготовке 27-й флотилии.
10 марта 1945 года принял командование подлодкой U-1023 (Тип VII-С/41). Совершил на ней только один поход, длившийся 47 суток, во время которого ему удалось повредить британский танкер (водоизмещением 7345 брт).
2 мая 1945 года награждён Рыцарским крестом Железного креста.
7 мая 1945 года Шрётелер потопил норвежский тральщик NYMS-382 (водоизмещением 335 тонн). 10 мая Шрётелер сдался британским властям в Веймуте. В 1948 году освобожден.